# 14679 Susanreed
14679 Susanreed eller 1999 XN42 är en asteroid i huvudbältet som upptäcktes den 7 december 1999 av LINEAR i Socorro County, New Mexico. Den är uppkallad efter Susan K. Reed.
Asteroiden har en diameter på ungefär 4 kilometer och den tillhör asteroidgruppen Nysa.